# 李茂宗
李茂宗（1940年—），台灣陶艺家，出生於台灣苗栗造橋。毕业于國立台灣藝術專科學校（今國立台灣藝術大學）美工科，主修陶藝。
1973年移民美國。
- 1984年：美國馬德里蘭州哥倫比亞藝術學院榮譽美術碩士。

## 獎項
- 1968、71:義大利華恩札國際陶藝展入選
- 1969:西德慕尼黑國際陶藝大展金牌獎得主
- 1972:英國倫敦維多利亞美術館國際陶展優選
- 1987:榮任UNDP聯合國開發計畫署專家、顧問
- 1970、96、97:應外交部邀請赴非洲尼日、史瓦濟蘭，及帛琉考察陶藝事業